# Kolimita
La kolimita o kolymita és un mineral de la classe dels elements. El seu nom fa referència al riu Kolimà, óblast de Magadan, Rússia, en les proximitats del qual fou descoberta l'any 1980. Fou descrita per E.A. Markova, N.M. Chernitsova, Y.S. Borodaev, L.S. Dubakina i O.E. Yushko-Zakharova el 1980.

## Característiques
La kolimita és un mineral de coure i mercuri. És una amalgama de fórmula Cu₇Hg₆. És de color blanc i enfosqueix en contacte amb l'aire. Té una alta densitat (13,0-13,1g/cm³), i cristal·litza en el sistema cúbic formant cristalls microscòpics. És un mineral dimorf de la belendorffita.
Segons la classificació de Nickel-Strunz, la kolimita pertany a «01.AD - Metalls i aliatges de metalls, família del mercuri i amalgames» juntament amb els següents minerals: mercuri, belendorffita, eugenita, luanheïta, moschellandsbergita, paraschachnerita, schachnerita, weishanita, amalgames d'or, potarita i altmarkita

## Formació
La kolimita pot formar intercreixements amb agregats de coure, amb cristalls de forma octahedral de menys de 5 μm de mida. Es pot trobar associada a altres minerals, com coure, estibina, berthierita, pirita, arsenopirita i quars.